# 郭镇乡
郭镇乡，位于湖南省岳阳市岳阳楼区，前身为郭镇公社，1983年改置为乡。乡人民政府驻岳阳楼区郭镇市。岳新高等级公路、107国道、306省道公路贯穿乡境。

## 沿革
- 1949年，属岳阳县民德乡;
- 1956年，改康王乡；
- 1958年，属郭镇公社；
- 1983年，改郭镇乡。

## 行政区划
郭镇乡辖8个行政村。
- 麻布村、磨刀村、建中村、枣树村、双塘村、郭镇村、畈中村、马鞍村